# Meister der Griseldis

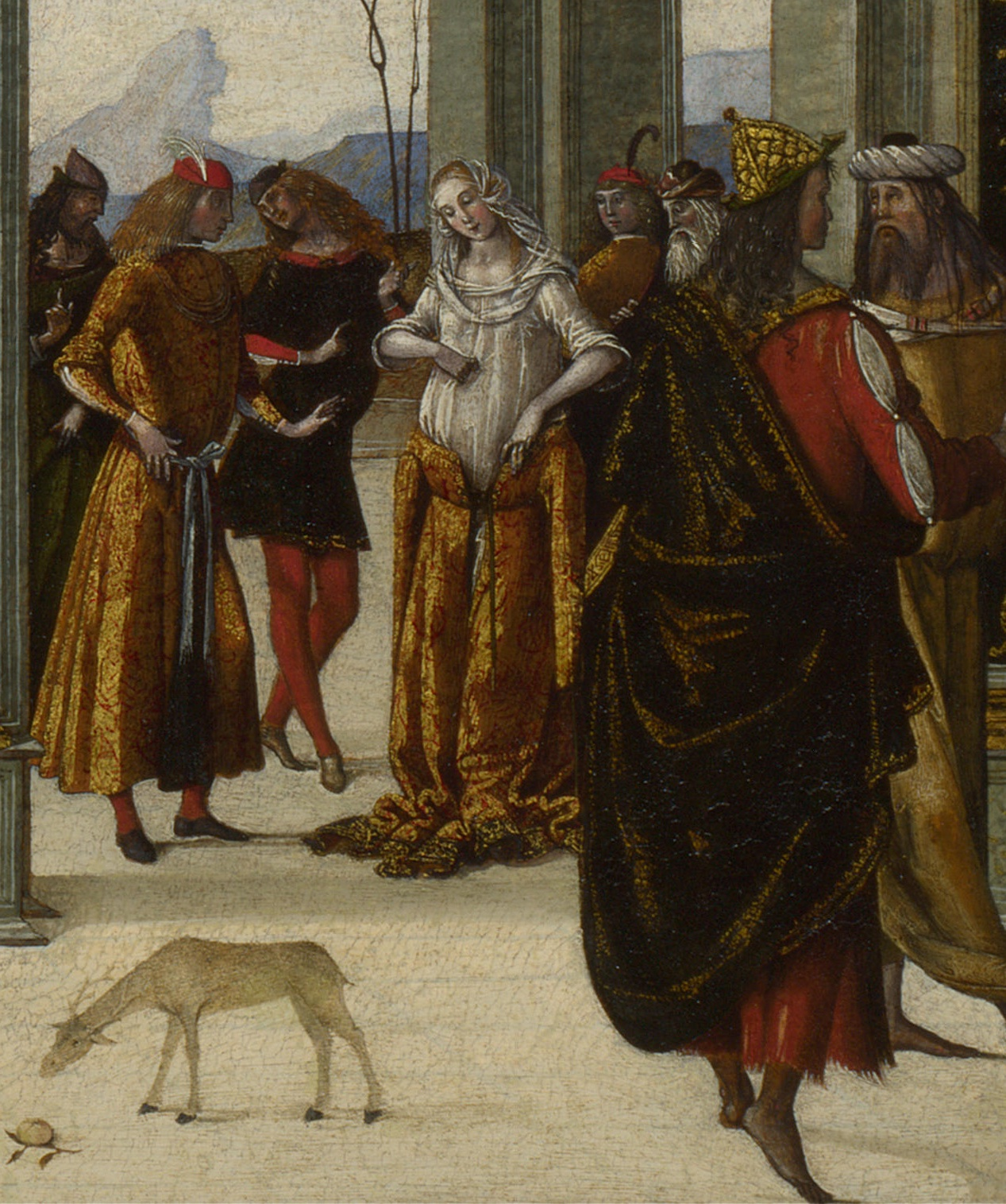
Meister der Griseldis: Die Verbannung (Exil) der Griseldis (Detail), Italien, um 1490

Als Meister der Griseldis (italienisch Maestro della vita di Griselda) wird ein italienischer Maler von Tafelbildern bezeichnet, der um 1490 in Umbrien und vermutlich in Siena tätig war. Der namentlich nicht bekannte Künstler erhielt seinen Notnamen nach einem von ihm geschaffenen Gemäldezyklus, der die in Boccaccios Decamerone erzählte, fiktive Lebensgeschichte der demütigen Griseldis darstellt.
Der Meister der Griseldis malte im Stile von Pinturicchio, dem die Bilder der Griseldis zuerst zugeschrieben waren. Auch ein Einfluss von Signorelli ist erkennbar. Ein Zyklus von Porträts berühmter Männer und Frauen war zuerst Signorelli zugeordnet, wurde dann aber als eigenständiges Werk eines Meisters der Griseldis anerkannt. Da der Stil der beiden Vorbilder klar erkennbar ist, wird als Schaffensort des Meisters der Griseldis Siena vermutet. In der Renaissance vergaben auch in Siena häufig prominente Familien Aufträge für Bilder für ihre Privatzimmer, um beispielsweise Hochzeiten oder eine Geburt zu feiern. Solche Bilder zeigen das damalige Verständnis der Rolle der Frau und feierten ihre Demut und Untergebenheit.  Die Tafelbilder der Griseldis könnten eine solche Hochzeitsgabe gewesen sein.

## Werke (Auswahl)
- Tafelbilder des Meisters der Griseldis zum Leben der Griseldis. National Gallery, London, UK[5]
  - Hochzeit von Griseldis und Gualtieri
  - Die Verbannung (Exil) der Griseldis
  - Die Wiedervereinigung

Der Meister der Griseldis hat vier Bilder eines Zyklus von acht berühmten Männern und Frauen erstellt, die anderen vier Bilder der Serie stammen von anderen bekannten Malern.
- Bilder des Meisters der Griseldis zum Zyklus Berühmte Männer und Frauen
  - Artemisia. Museo Poldi Pezzoli, Mailand
  - Alexander. Barber Institute of Fine Arts, Birmingham
  - Eunostos. National Gallery of Art, Washington D.C.
  - Tiberius Gracchus der Ältere. Szépművészeti Múzeum, Budapest